# Karpaty Marmaroskie
Karpaty Marmaroskie (523.1) – część Wewnętrznych Karpat Wschodnich na terenie Rumunii i Ukrainy, o długości głównego grzbietu 93 km i obszarze około 2000 km².
Na południu poprzez Przełęcz Przysłop (Prislop) sąsiadują z Górami Rodniańskimi. Najwyższe szczyty znajdują się nie na głównym grzbiecie, gdzie najwyższy jest Pop Iwan Marmaroski (1940 m n.p.m.), lecz na południowo-wschodnich ramionach bocznych. Są to: Fărcăul (1961 m n.p.m.), Mihailecul (1918 m n.p.m.), Toroiaga (1939 m n.p.m. i aż 1400 m n.p.t.), Bardăul (Pietrosul, 1854 m n.p.m.).
W całości objęte granicami Parku Natury Góry Marmaroskie (Parcul Natural Munții Maramureșului).